# Keith Earls
Keith Earls (* 2. Oktober 1987 in Moyross, County Limerick) ist ein irischer Rugby-Union-Spieler, der auf den Positionen Innendreiviertel, Außendreiviertel und Schlussmann spielt. Er ist für die irische Nationalmannschaft und die Provinz Munster aktiv.

## Biografie
Earls absolvierte seine Schulzeit in Limerick am St Munchin’s College, mit dessen Rugbyauswahl er unter anderem die Schulmeisterschaft Munsters gewann. Er war daraufhin Teil der Jugendnationalmannschaften des Landes, wobei ihm mit der U20-Auswahl der Grand Slam bei den Six Nations dieser Altersklasse gelang. Zudem war er für die Reserve Irland A und das 7er-Rugby-Team Irlands aktiv. Sein Debüt für die Herrennationalmannschaft gab er am 8. November 2008 gegen Kanada und legte gleich in der zweiten Minute mit der ersten Ballberührung seinen ersten Versuch.
Im Jahr 2009 wurde er nach nur zwei Länderspielen für die Südafrika-Tour der British and Irish Lions nominiert.